# Copernicia rigida
Copernicia rigida är en enhjärtbladig växtart som beskrevs av Nathaniel Lord Britton och Percy Wilson. Copernicia rigida ingår i släktet Copernicia och familjen Arecaceae. IUCN kategoriserar arten globalt som livskraftig. Inga underarter finns listade i Catalogue of Life.